# Fiona Pitt-Kethley
Helen Fiona Pitt-Kethley (* 21. November 1954 in Hastings, Grafschaft East Sussex) ist eine britische Dichterin, Journalistin, Reise- und Erotik-Schriftstellerin.

## Leben
Fiona Pitt-Kethley studierte am Chelsea College of Art and Design der Universität der Künste in London, wo sie mit Auszeichnung (BA Hons.) abschloss. Später arbeitete sie als Lehrerin und nutzte die Zeit zum Verfassen ihres ersten Gedichtbandes Sky Ray Lolly, der ein großer Erfolg bei der weiblichen Leserschaft wurde. Ihre Arbeit zeichnet sich durch ihre sexuelle Offenheit und Humor aus. Sie schreibt auch als freie Journalistin für den The Independent und The Big Issue.
Im Jahr 1995 heiratete sie den Schach-Großmeister und ehemaligen Britischen Schachmeister Harold James Plaskett (* 18. März 1960 auf Zypern), mit dem sie einen gemeinsamen Sohn hat. Seit 2002 lebt sie mit ihrer Familie in Cartagena, Spanien.

## Werke (Auswahl)
Gedichte
- 1986: Sky Ray Lolly
- 1987: Private Parts
- 1989: The Perfect Man
- 1993: Dogs
- 1996: Double Act
- 1997: Memo From a Muse

Romane
- 1991: The Misfortunes of Nigel
- 2000: Baker's Dozen

Reiseberichte
- 1991: Journeys to the Underworld
- 1994: The Pan Principle
- 2000: Red Light Districts of the World

Sammelbände
- 1994: Literary Companion to Sex: an Anthology of Prose and Poetry
- 1995: Literary Companion to Low Life

Autobiographie
- 2000: The Autobiography of Fiona Pitt-Kethley: My Schooling